# Storå station
Storå station är en järnvägsstation i Storå, Örebro län. Stationen ligger mitt i tätorten Storå och har genom åren anslutit till flera nu nedlagda järnvägslinjer. Sedan 2005 är det ett spår som trafikeras av Tåg i Bergslagen och även godståg. Stationen ligger på Bergslagsbanan och befinner sig mellan Lindesberg och Kopparberg, i den norra delen av Örebro län.

## Historia
Storå var en viktig ort för vidare spåranslutningar för gods- och malmtrafik till bland annat Guldsmedshyttan och Stråssa. Banan Storå-Guldsmedshyttan trafikerades av godståg och öppnades år 1873. Godstransporterna gick till och från Stripa gruva och Guldsmedshytte bruk till Storå. Järnvägsbanan Storå-Stråssa öppnades år 1914 och lades ner helt i maj 1987. Banan var främst till för att frakta nödvändiga varor samt malm till och från Stråssa gruva.
I juni 2005 invigdes den nuvarande stationen för persontrafik. Det gamla stationshuset revs dock 2004. Resandetågen körs sedan 2005 av Tåg i Bergslagen. Under 2012 utrustades stationen med ett resecentrum med ökad parkeringsmöjlighet och bättre genomfartsväg för länsbussarna.
Vid den nuvarande stationen finns ett spår, men det finns möjlighet för möte vid den gamla stationen där det finns två spår och även ett sidospår. Mellan den nya och gamla stationen är det ca 400 meter.

## Bildgalleri

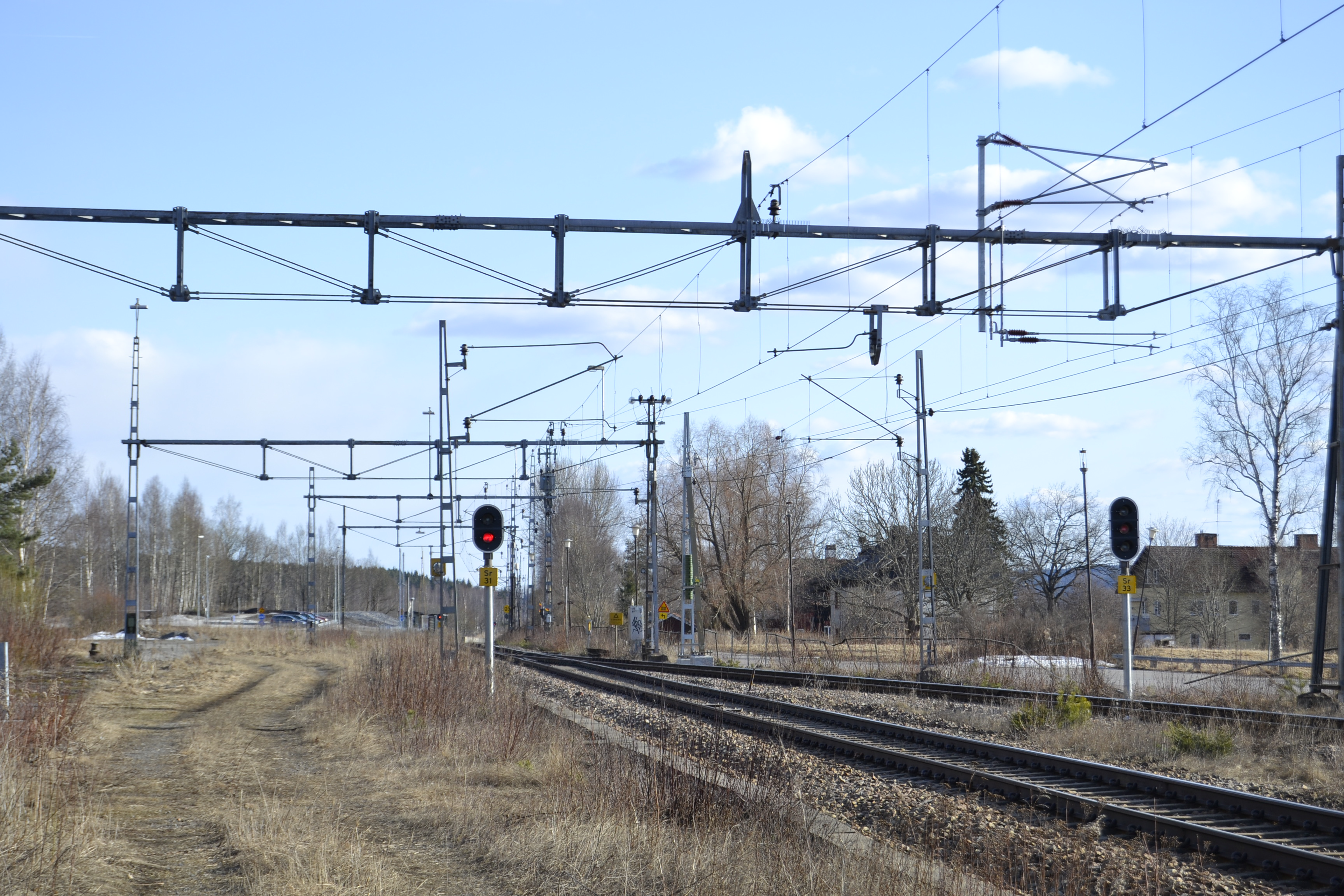
Två spår blir ett strax innan Storå station.
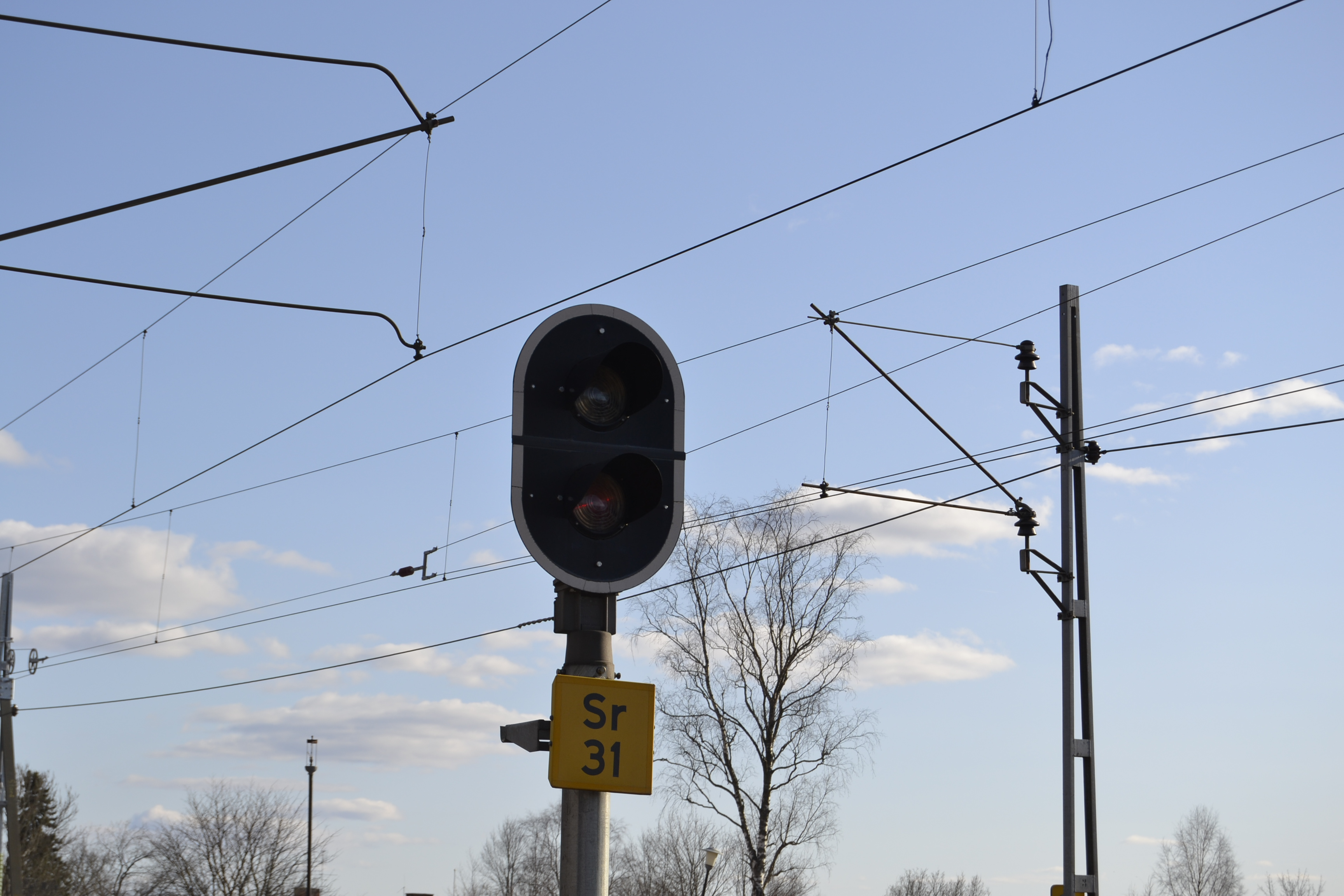
Huvudsignal visar rött. Nedan ses trafikplatssignaturen för Storå station.
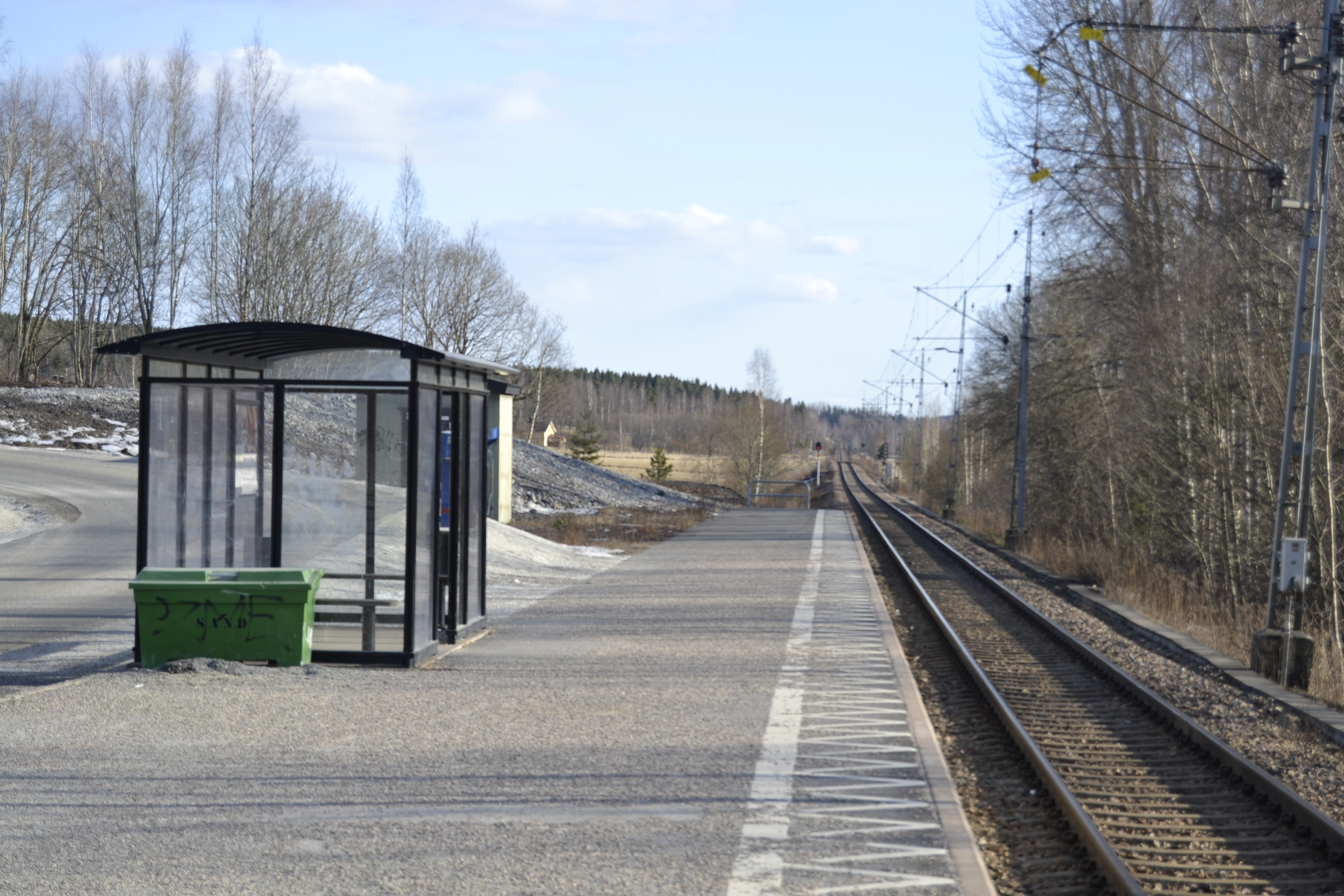
Storå station i sydlig riktning.
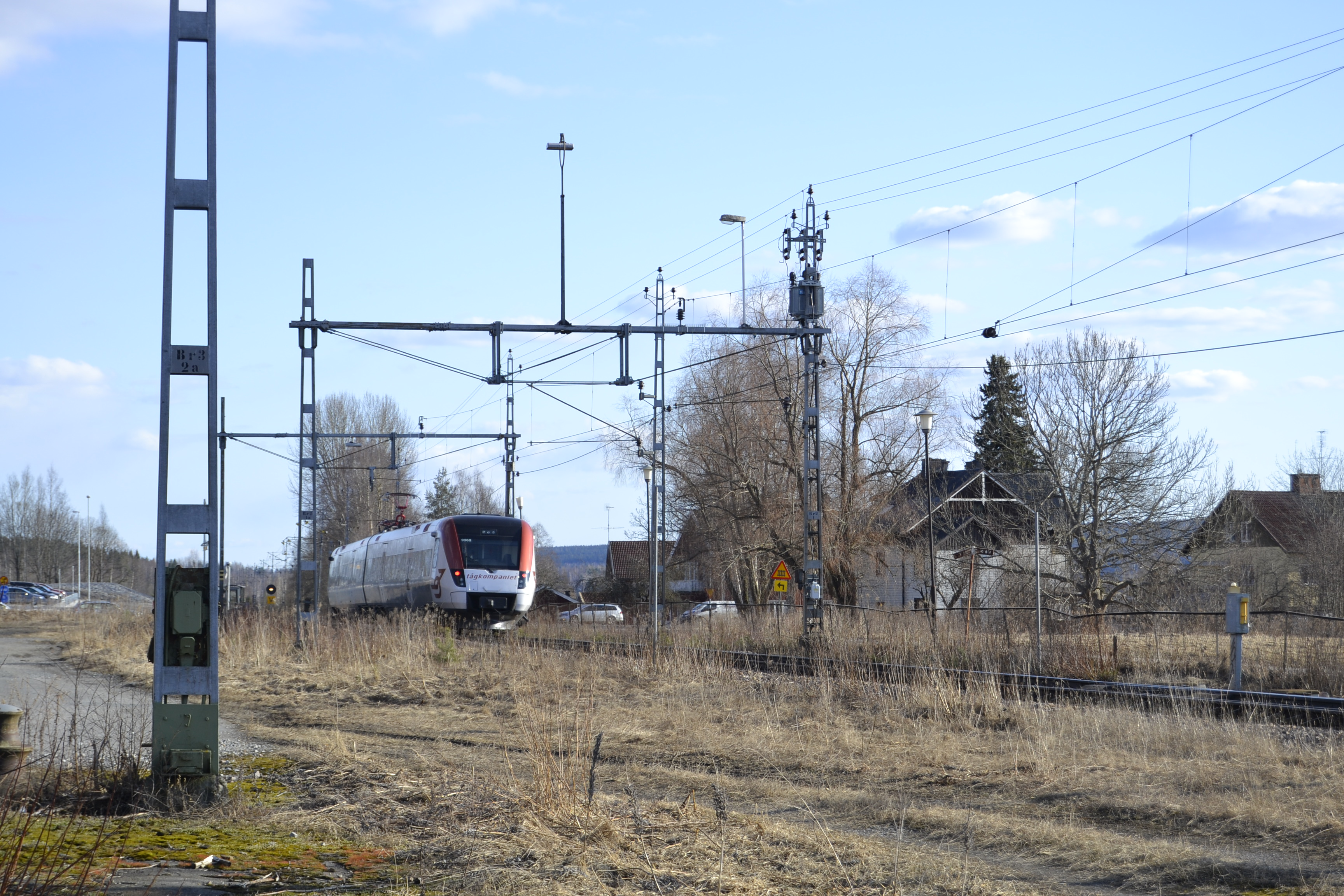
Tåg i Bergslagens reginatåg ankommer Storå station på väg söderut.